# FAI Cup 2009
La FAI Cup 2009 è stata la 86ª edizione dell'omonima manifestazione.
La finale è stata disputata il 22 novembre 2009 al Tallaght Stadium di Dublino tra Sligo Rovers e Sporting Fingal, terminando con il successo di questi ultimi per 2 a 1.

## Calendario

### Primo turno
Gli incontri del primo turno si sono disputati il 26 aprile 2009, i replay il 3 maggio.
| Squadra 1        | Risultato | Squadra 2          |
| ---------------- | --------- | ------------------ |
| Castlebar Celtic | 8 - 1     | Ringmahon Rangers  |
| Glenmore Dundrum | 1 - 6     | St. Mary's         |
| Rockmount        | 1 - 1     | Malahide United    |
| St Peter's       | 0 - 1     | Bluebell Utd       |
| Tralee Dynamos   | 2 - 0     | Clonmel Town       |
| Tullamore Town   | 0 - 0     | Carrigaline United |

#### Replay
| Squadra 1          | Risultato | Squadra 2      |
| ------------------ | --------- | -------------- |
| Carrigaline United | 2 - 1     | Tullamore Town |
| Malahide United    | 1 - 0     | Rockmount      |

### Secondo turno
Gli incontri del secondo turno si sono disputati il 24 maggio 2009, i replay il 31 maggio.
| Squadra 1         | Risultato | Squadra 2          |
| ----------------- | --------- | ------------------ |
| Blarney United    | 2 - 1     | Carlow             |
| Bluebell Utd      | 2 - 1     | Malahide United    |
| Cobh Ramblers     | 1 - 2     | Carrigaline United |
| Crumlin United    | 3 - 0     | Kildrum Tigers     |
| Erris United      | 2 - 4     | Cherry Orchard     |
| Fanad United      | 2 - 2     | Ballymun United    |
| Mayfield United   | 3 - 2     | Castlebar Celtic   |
| Salthill Devon    | 3 - 1     | Newtown Rangers    |
| Tralee Dynamos    | 1 - 0     | St. Mary's         |
| Dublin University | 1 - 2     | Arklow Town        |

#### Replay
| Squadra 1       | Risultato | Squadra 2    |
| --------------- | --------- | ------------ |
| Ballymun United | 3 - 0     | Fanad United |

### Terzo turno
Gli incontri del terzo turno si sono disputati tra il 9 ed il 14 giugno 2009, i replay in date diverse comprese tra il 15 ed il 17 giugno.
| Squadra 1         | Risultato | Squadra 2          |
| ----------------- | --------- | ------------------ |
| Blarney United    | 0 - 2     | Sporting Fingal    |
| Bohemians         | 8 - 1     | Mayfield United    |
| Bray Wanderers    | 2 - 1     | Bluebell Utd       |
| Cherry Orchard    | 2 - 2     | Monaghan Utd       |
| Cork City         | 2 - 2     | Sligo Rovers       |
| Crumlin United    | 1 - 1     | Shelbourne         |
| Derry City        | 6 - 0     | Ballymun United    |
| Finn Harps        | 0 - 3     | Galway Utd         |
| Kildare County    | 1 - 2     | Athlone Town       |
| Limerick          | 0 - 1     | St Patrick's       |
| Mervue Utd        | 1 - 3     | Dundalk            |
| Shamrock Rovers   | 1 - 1     | Drogheda Utd       |
| Tralee Dynamos    | 2 - 1     | Salthill Devon     |
| Dublin University | 3 - 1     | Arklow Town        |
| Waterford United  | 6 - 0     | Carrigaline United |
| Wexford Youths    | 2 - 2     | Longford Town      |

#### Replay
| Squadra 1     | Risultato   | Squadra 2       |
| ------------- | ----------- | --------------- |
| Drogheda Utd  | 0 - 3       | Shamrock Rovers |
| Longford Town | 3 - 2 (dts) | Wexford Youths  |
| Monaghan Utd  | 4 - 0       | Cherry Orchard  |
| Shelbourne    | 0 - 1       | Crumlin United  |
| Sligo Rovers  | 2 - 1 (dts) | Cork City       |

### Quarto turno
Gli incontri del quarto round si sono disputati il 16 agosto 2009, i replay in date differenti tra il 18 agosto e il 7 settembre.
| Squadra 1       | Risultato | Squadra 2         |
| --------------- | --------- | ----------------- |
| Bray Wanderers  | 2 - 0     | Tralee Dynamos    |
| Crumlin United  | 0 - 0     | Waterford United  |
| Dundalk         | 0 - 0     | Bohemians         |
| Galway Utd      | 0 - 1     | Longford Town     |
| Monaghan Utd    | 0 - 0     | St Patrick's      |
| Shamrock Rovers | 3 - 1     | Dublin University |
| Sligo Rovers    | 1 - 0     | Derry City        |
| Sporting Fingal | 4 - 1     | Athlone Town      |

#### Replay
| Squadra 1        | Risultato         | Squadra 2      |
| ---------------- | ----------------- | -------------- |
| Waterford United | 2 - 0             | Crumlin United |
| Bohemians        | 0 - 0 (4 - 2 dcr) | Dundalk        |
| St Patrick's     | 1 - 0 (dts)       | Monaghan Utd   |

### Quarti di finale
Gli incontri dei quarti di finale si sono disputati nelle date 11 e 12 settembre 2009.
| Squadra 1       | Risultato   | Squadra 2        |
| --------------- | ----------- | ---------------- |
| Sligo Rovers    | 2 - 1       | Bohemians        |
| Shamrock Rovers | 1 - 2 (dts) | Sporting Fingal  |
| St Patrick's    | 0 - 2       | Waterford United |
| Bray Wanderers  | 2 - 1       | Longford Town    |

### Semifinali
Le semifinali si sono disputate rispettivamente il 23 e il 25 ottobre 2009.
| Arbitro: | D. Hancock |

|               |           |  |
| Blinkhorn 76’ | Marcatori |  |

| Arbitro: | Kelly |

|                                  |           |                       |
| Zayed 4’ 11’ Kirby 22’ Bayly 83’ | Marcatori | 74’ McCabe 90’ Mulroy |

### Finale
La finale si è disputata il 22 novembre 2009 al Tallaght Stadium di Dublino e ha visto prevalere lo Sporting Fingal sullo Sligo Rovers. Per lo Sporting Fingal si tratta della prima vittoria di un trofeo nazionale in tutta la sua storia.
| Arbitro: | Kelly |

|           |           |                              |
| Doyle 57’ | Marcatori | 85’ (rig.) James 90’ O'Neill |